# وسائل الإعلام السياسية
وسائل الإعلام السياسية
```
هي وسائل 
اتصال
 تملكها أو تحكمها أو تديرها أو تؤثر فيها كيانات سياسية، بهدف الترويج لآراء هذه الكيانات. والمصطلح الشبيه 
وسائل الإعلام المعيارية
 يؤكد على السمات الاجتماعية والفنية لوسائل الإعلام نفسها في تشكيل القرارات. وقد لعب هارولد إينيس ومن بعده مارشال مكلوان - وهما مُنظِّران إعلاميان كنديان - دورًا مؤثرًا في تطوير هذه النظرية.
```

رغم أنه من اليسير التعرف على وسيلة الإعلام السياسية في قناة تليفزيونية أو مجلة أو صحيفة رسمية تعلن بوضوح انتمائها لجهة ما، قد تكون هناك مخاوف عميقة بشأن إخضاع الاتصالات للمصالح السياسية وحياد وسائل الإعلام التي لا تعلن عن انحيازاتها الحزبية. وهذا التأثير لا يكون واضحًا دومًا، ويؤدي إلى قبول الناس للأفكار التي يطرحها مَن يأملون في التحكم في الاتصالات من أجل مصلحة المجتمع، أو في تحول مَن كانوا يؤيدون في السابق حرية الاتصال وتمكين الأقليات إلى الاعتراض عليها.
يؤمن البعض بأن المجتمعات الكبيرة تحتاج بالفعل إلى إقامة قنوات من الاتصال. ومن هذا المنطلق، يكون الهدف غالبًا من وسائل الإعلام هو تشكيل الرأي العام، أو على الأقل التأثير فيه. ويُعَد هذا الرأي العام العامل المشترك الأصغر بين جميع أفراد المجتمع. ووسائل الإعلام أحادية الاتجاه، ويُساء استخدامها أحيانًا. فتعلم الإغريق من مصر الفرعونية أنه قد تكون هناك بعض المخاطر عند اتحاد الوسيط مع المنفذين، أي تركز السلطة في جهة واحدة. لكن ذلك يعني ضمنيًا قبول مفهوم الإعلام كسلطة، وهو المفهوم الذي تتم مشاركته على نطاق واسع، لكن ليس بوجه عام. ويجادل المعارضون بأن الحقيقة البسيطة المتمثلة في تحقيق التواصل لا تؤدي في حد ذاتها إلى نتيجة مباشرة على الرأي العام، إلا إذا كان هذا الرأي العام لا يتعدى كونه كتلة سلبية لا حيلة لها أمام التواصل الذي لا يمكن مقاومته.
إن النظريات والتطبيقات الديمقراطية الحديثة، خاصة بعد نظريات مونتسكيو، تعتمد على فصل القوى: بمعنى الفصل بين فروع السلطة التنفيذية (الحكومة والشرطة)، والتشريعية (البرلمان) والقضائية (المحاكم). ويشيع في الوقت المعاصر، خاصةً في المصطلحات المتخصصة الصحفية، تعريف وسائل الإعلام بأنها السلطة الرابعة. ويُشار عادة إلى أن ما يميزها عن غيرها من السلطات الأخرى حقيقة أن قوة التأثير (في النهاية) في الرأي العام باستخدام وسائل الإعلام لا يمكن التحكم فيها، لأن وسائل الإعلام «غير مادية» ويصعب تقدير حجمها. لكن يرى آخرون أن هذا ليس اختلافًا، نظرًا لأن التحكم في السلطات الرسمية يصعب للغاية التحقق من صحته فعليًا. ولا ريب أنه يصعب عادةً التوصل إلى مَن يتحكم في وسيلة الإعلام، ومدى ما تتمتع به هذه الوسيلة من فعالية في تحقيق الأهداف المرجوة منها. لذا، يُشار إلى أنه عندما تكتسب إحدى السلطات الثلاث «التقليدية»، التي أوضحها مونتسكيو، مزيدًا من السيطرة على وسائل الإعلام، يشكل ذلك خطرًا على استمرارية الديمقراطية، وتضاربًا في المصالح في النهاية.
في الواقع، صارت الشركات الإعلامية الخاصة تتمتع بقدر كبير من السلطة منذ ابتكار الصحافة المطبوعة والسينما والراديو والتليفزيون. وقديمًا، يوضح عصر النسّأخ (من تولوا النسخ اليدوي في العصور الوسطى) مدى الاهتمام الذي توليه السلطات الرسمية عادةً للاتصالات. وفي عصرنا الحالي، مَن يعملون في المهن الإعلامية يتم اختيارهم من قبل جهات حاكمة، ويعلنون بصراحة عادةً عن معتقداتهم السياسية، معترفين في ذلك بافتقارهم للحيادية. ويُرَى عملهم أحيانًا بأنه صار جزءًا من تواصل الجهات التنفيذية أو البرلمانية.
لا ريب أنه عادةً ما يُقال أن وسائل الإعلام يمكن أن تكون نافعة (من وجهة نظر مَن يبحث عن التحكم في تشكيل إجماع في الآراء) من أجل ضبط المشاعر الشائعة عن طريق صرف انتباه الجماهير عن المشكلات التي تهدد استمرار البشرية (مثل الاحترار العالمي، وثقب الأوزون، والنفايات المشعة...)، و«الحرب النفسية» بتهديد الجماهير حتى تتقبل التدخلات الأجنبية أو الخارجية في بلادها. لكن هذا لكي يحدث، مثلما هو معروف، يتطلب جمهورًا يتألف أغلبه من أفراد لا يملكون الوسائل اللازمة «لمقاومة» هذا الضغط العقلي. وانخفاض مستوى التعليم لدى الأفراد، ربما بسبب التراجع المقصود في كفاءة المدارس، يُعَد أحد الأسباب الرئيسية لنجاح هذه المحاولات.
يُدخِل البعض التعليم في فئة «وسائل الإعلام الاجتماعية». ومن ثم، فهو يمكن أن يُستخدَم كوسيلة قوية لتقديم بعض المفاهيم «المفيدة سياسيًا» للأفراد: بمعنى أن ما يتعلمه المرء في شبابه، أي في مرحلة تكوين ملامح شخصيته الأساسية (التي يؤمن كثيرون بأنها نادًرا ما تتغير فيما بعد)، يستمده من أسرته ومدرسته وغير ذلك من جماعات الأفراد الأخرى التي يتعامل معها، ووسائل الإعلام. وبعيدًا عن دراسة الحقائق، يمكن أن يكون التعليم مفيدًا (كما يقترح البعض) كوسيلة للتكييف الذي يمارسه عادةً التعلم النفسي والفني. ومن ثم، يمكن أن يتداخل التعليم مع وسائل الإعلام السياسية، وإن كانت الآثار الخاصة بالتكييف في هذين المجالين قد تختلف كثيرًا في طبقات المجتمع المختلفة (مع الاعتراف بوجود استثناءات كثيرة). لكن هذا الأمر يصعب تمييزه للغاية عن الانحياز الثقافي الذي يمثل أحد جوانب الخلاف الشائعة بشأن وسائل الإعلام «العادية» أيضًا.
تُذكَر أحيانًا أيضًا سلطة التكنولوجيا لأن الحضارات الغربية تستخدم وسائل الإعلام لنقل المعرفة وتمكين التقدم الفني. ويشير بعض نقاد الحضارة إلى أن المجتمعات الحديثة تعتمد على التكنولوجيا من أجل ابتكار وسائل تكنولوجية جديدة والترويج لها، مما يؤدي عادةً إلى درجة من الدعاية المؤيدة للتكنولوجيا، وهذا الانتشار الخلفي يعني أن البشرية تتخلى عن سلطتها لصالح ماكينة حية. وكما هو الحال في أي نظام يتجدد ذاتيًا، يصعب التحكم في هذه الآلية. ويرى البعض أن هذا يؤدي إلى ما يُسمَى التفرد التكنولوجي، إذ تعزز تكنولوجيا الإقناع إنتاج المزيد منها حتى يقتنع الجميع بعدم فعل أي شيء سوى العمل على تطوير التكنولوجيا، مع تمكين المجتمع منها بفعالية.
لكن في الوقت الحالي يرى الكثيرون هذه العملية نافعة - فيعَد الإنترنت وسيلة إعلام شخصية وعامة، ويتسم بالمرونة والضخامة. يوفر الإنترنت وسيلة اتصال كان من المستحيل التنبؤ بها في المجتمعات السابقة. وقد كتب مكلوان في هذا الشأن: «في هذا العصر الإلكتروني نشهد تحول البشر المتزايد إلى معلومات، مع التوجه نحو تزايد الوعي التكنولوجي.» (مكلوان، 86) وبإمكان برامج الكمبيوتر السماح بدعم البِنى التي تقف في وجه الديمقراطية وتنافس الأفكار، بالإضافة إلى البِنى التي قد تكتسب تحكمًا كاملاً في صور الاتصال الخاصة وتعزل الأصوات المنشقة اللاحقة. ولا يمكن تعريف الإنترنت كوسيلة إعلام سياسية بشكل كامل، نظرًا لافتقاره للسلطة المركزية والتواصل السياسي المشترك. ومحليًا، يمكن للحكومات استخدام الرقابة على أرض الواقع، الأمر الذي أسفرت أولى تجارب تنفيذه عن بعض الفضائح نسبيًا.